# Korinna Huber
Korinna Huber (* 1960 in Heidelberg) ist eine deutsche Veterinärmedizinerin sowie Ernährungs- und Stoffwechselphysiologin der Nutztiere an der Universität Hohenheim (UH). Als Prorektorin (2018 bis März 2024) der Universität war sie für auch  für Lehre und Forschung zuständig.

## Leben und Wirken
Korinna Huber, geboren als Korinna Mannheim studierte Veterinärmedizin an der Justus-Liebig-Universität in Gießen mit Abschluss 1985. 1988 wurde sie an der Ludwig-Maximilians-Universität München promoviert, die Dissertation erarbeitete sie am Max-Planck-Institut für Biochemie in Martinsried.
Es folgten weitere wissenschaftliche Tätigkeiten an der Universität Gießen (1993–1997) und der Tierärztlichen Hochschule Hannover (1997–2008) die auch die Habilitation (2004) sowie einen einjährigen Forschungsaufenthalt am Liggins Institute, University of Auckland, Auckland, New Zealand einschloss. Im Jahr 2009 erfolgte die Berufung auf die W2-Professur für Ernährungs- und Stoffwechselphysiologie der Tierärztlichen Hochschule Hannover.
Im Jahr 2015 folgte Huber dem Ruf an in Universität Hohenheim für das Fachgebiet für Funktionelle Anatomie des landwirtschaftlichen Nutztieres am Institut für Nutztierwissenschaften der Fakultät Agrarwissenschaften. 2018 wurde Huber zur Prorektorin für Lehre gewählt und 2021 im Amt bestätigt. Sie verantwortete in dieser Funktion alle Belange im Bereich Studium und Lehre an der Universität Hohenheim bis März 2024.

## Hauptforschungsgebiete
Zu Hubers Forschungsschwerpunkten gehören Untersuchungen zur metabolischen Leistungsfähigkeit und Gesundheit landwirtschaftlicher Nutztiere in Abhängigkeit von Genetik, Fütterung und Management. Darüber hinaus forscht Huber zur ökologischen Verträglichkeit der heutigen landwirtschaftlichen Tierproduktion.